# Ischionodonta colombiana
Ischionodonta colombiana är en skalbaggsart som beskrevs av Dilma Solange Napp och Elineide E. Marques 1999. Ischionodonta colombiana ingår i släktet Ischionodonta och familjen långhorningar. Inga underarter finns listade i Catalogue of Life.